# Mont-regard
Montregard és un municipi francès situat al departament de l'Alt Loira i a la regió d'Alvèrnia-Roine-Alps. L'any 2007 tenia 612 habitants.

## Demografia

### Població
El 2007 la població de fet de Montregard era de 612 persones. Hi havia 228 famílies de les quals 48 eren unipersonals (36 homes vivint sols i 12 dones vivint soles), 76 parelles sense fills, 84 parelles amb fills i 20 famílies monoparentals amb fills.
La població ha evolucionat segons el següent gràfic:
Habitants censats

### Habitatges
El 2007 hi havia 417 habitatges, 240 eren l'habitatge principal de la família, 126 eren segones residències i 51 estaven desocupats. 389 eren cases i 26 eren apartaments. Dels 240 habitatges principals, 186 estaven ocupats pels seus propietaris, 47 estaven llogats i ocupats pels llogaters i 7 estaven cedits a títol gratuït; 11 tenien dues cambres, 37 en tenien tres, 68 en tenien quatre i 124 en tenien cinc o més. 212 habitatges disposaven pel capbaix d'una plaça de pàrquing. A 90 habitatges hi havia un automòbil i a 136 n'hi havia dos o més.

### Piràmide de població
La piràmide de població per edats i sexe el 2009 era:
| Homes | Edats   | Dones |
| ----- | ------- | ----- |
| 0     | 95 o +  | 0     |
| 0     | 90 a 94 | 0     |
| 4     | 85 a 89 | 4     |
| 0     | 80 a 84 | 0     |
| 12    | 75 a 79 | 12    |
| 8     | 70 a 74 | 4     |
| 28    | 65 a 69 | 32    |
| 40    | 60 a 64 | 16    |
| 24    | 55 a 59 | 20    |
| 12    | 50 a 54 | 24    |
| 36    | 45 a 49 | 12    |
| 28    | 40 a 44 | 8     |
| 28    | 35 a 39 | 36    |
| 12    | 30 a 34 | 16    |
| 24    | 25 a 29 | 8     |
| 24    | 20 a 24 | 0     |
| 24    | 15 a 19 | 20    |
| 32    | 10 a 14 | 24    |
| 16    | 5 a 9   | 24    |
| 0     | 0 a 4   | 16    |

## Economia
El 2007 la població en edat de treballar era de 376 persones, 292 eren actives i 84 eren inactives. De les 292 persones actives 271 estaven ocupades (168 homes i 103 dones) i 21 estaven aturades (8 homes i 13 dones). De les 84 persones inactives 32 estaven jubilades, 21 estaven estudiant i 31 estaven classificades com a «altres inactius».

### Ingressos
El 2009 a Montregard hi havia 243 unitats fiscals que integraven 626 persones, la mediana anual d'ingressos fiscals per persona era de 14.693 €.

### Activitats econòmiques
Dels 23 establiments que hi havia el 2007, 1 era d'una empresa extractiva, 4 d'empreses de fabricació d'altres productes industrials, 9 d'empreses de construcció, 1 d'una empresa de comerç i reparació d'automòbils, 4 d'empreses d'hostatgeria i restauració, 1 d'una empresa immobiliària i 3 d'empreses de serveis.
Dels 8 establiments de servei als particulars que hi havia el 2009, 5 eren fusteries, 1 lampisteria i 2 restaurants.
L'any 2000 a Montregard hi havia 75 explotacions agrícoles que ocupaven un total de 1.216 hectàrees.

## Equipaments sanitaris i escolars
El 2009 hi havia una escola elemental.

## Poblacions més properes
El següent diagrama mostra les poblacions més properes.